# Aėlita
Аėlita (Аэлита) è un film muto del 1924 diretto da Jakov Aleksandrovič Protazanov. Tratto dal romanzo omonimo di Aleksej Nikolaevič Tolstoj, è considerato il primo colossal sovietico di fantascienza.

## Trama
La storia è ambientata nell'anno 1921: le radio del mondo intero captano un messaggio misterioso, il testo è sibillino in quanto comunica solo 3 parole di una lingua sconosciuta: « Anta… Odeli… Uta… ».
A Mosca, vivono l'ingegnere Los e il suo collega Spiridinov. Il primo di loro si sente spiato; scoprirà poi di essere osservato con un potente telescopio dalla regina di un pianeta lontano, l'Аėlita del titolo del film. Egli inizia un sogno che mescola realtà e fantasia, in cui, dopo aver ucciso la moglie in un atto di gelosia, parte subito verso il luogo da cui proviene il segnale, Marte. Al suo arrivo la incontra e si innamora di lei.
Ma il suo compagno Gusev partito con lui gli chiarirà le idee facendo notare come la donna di cui è innamorato è in realtà una tiranna. Dopo aver iniziato una rivolta contro di lei i due fuggono.

## Produzione
Nel 1922, lo scrittore russo Aleksej Nikolaevič Tolstoj (1883-1945), pubblicò Aėlita, uno dei suoi pochi romanzi di carattere fantascientifico.
Nel 1924 la casa cinematografica Mežrabpom-Rus' intenta a produrre film tratti dai classici, si interessò alla produzione del film, e per il lavoro venne scelto il regista Jakov Protazanov (1881-1945), tornato da poco dalla Francia dove era emigrato nel 1920.
Julija Solnceva (1901-1989), interprete di Аėlita, era alla sua prima apparizione nel grande cinema.

## Distribuzione
Copia della pellicola è conservata negli archivi del George Eastman Museum.

### Critica
Le Izvestija scrissero a proposito del film: «La montagna ha partorito un topolino, ossia molto rumore per nulla. Un anno di lavoro, notevoli spese per la messa in scena e la pubblicità, la migliore organizzazione tecnica, un noto regista, attori interessanti, un celebre romanzo, un volo in un altro mondo, la rivoluzione su Marte, la Russia sovietica nel 1921... e il risultato: uno sciocco sogno di borghesuccio. Il fiero volo è finito con una bolla di sapone».
Il film fu giudicato mancante «d'uno scopo ideologico e artistico», un prodotto di compromesso per cercare di adeguarsi a un genere in voga nell'Europa occidentale: «La Russia sta seduta tra due sedie, delicatamente appollaiata sullo sgabello sovietico tenta di farsi un posto anche nella morbida poltrona straniera. Non ce l'ha fatta a sedersi su entrambe, e si è trovata tra loro e noi, come un conciliatore tra due forze opposte».
Per lo storico Nikolaj Lebedev Аėlita è «un tipico filmone commerciale, sontuoso, elegante, ben fotografato, ma ideologicamente vuoto ed esteticamente eclettico».